# Chelone glabra
Chelone glabra (cabeza de tortuga) es una planta herbácea perteneciente a la familia de las plantagináceas. 

## Descripción
Chelone glabra es una planta de hojas grandes de color verde oscuro con nerviación muy marcada, con hojas simples y tallo grueso y recto. Florece al final de verano y principios de otoño formando espigas de flores de un hermoso color rosa púrpura.

## Distribución y hábitat
Se encuentra en los humedales y bosques ribereños del este de América del Norte.
Se extiende desde Georgia a Terranova y Labrador y desde Misisipi a Manitoba
La mariposa Euphydryas phaeton pone sus huevos en esta y otras plantas.
C. glabra es también el alimento de las moscas Macrophya nigra (Norton) y Tenthredo grandis (Norton) (Hymenoptera: Tenthredinidae), (Stamp, 1984).
Un "escarabajo pulga" del género Dibolia (Coleoptera: Chrysomelidae) también se ha demostrado que se alimenta de C. glabra (Wilcox, 1979).

## Propiedades
Es una planta amarga, con un olor parecido al del té que se utiliza como tónico para el hígado y el sistema digestivo habiendo sido utilizada en la medicina tradicional de América del Norte, aunque sus propiedades no han sido investigadas científicamente. También se le atribuyen propiedades laxantes y antidepresivas. La planta se recoge cuando florece y se seca. El producto seco recibe el nombre que quelonina.
La decocción de la planta entera estimula el apetito, y es catártica y colagoga. También se ha utilizado como antiemética y antgihelmíntica y sus efectos son beneficiosos en la anorexia nerviosa.[cita requerida]
Aplicada externamente en forma de ungüento alivia los tumores inflamados, las úlceras y las mamas inflamadas. 
Indicaciones: se utiliza como vermífugo, antibilioso, detersorio, tónico, laxante.